# Prágai történet
A Prágai történet (eredeti címén Prag) egy 2006-os dán filmdráma, amit Ole Christian Madsen rendezett. A film 4 díjat nyert és további 10-re jelölték. Főszereplője Mads Mikkelsen.

## Cselekmény
Christoffer feleségével, Majával Prágába utazik, hogy apja holttestét elszállíthassák Dániába, ahol eltemetik. Christoffer közömbös az apjával kapcsolatban, mert 12 éves korában elhagyta, és 25 éve nem látogatta meg. Érkezésük másnapján Christoffer ellátogat a halottasházba, hogy az apját megnézze, de érzelemmentesen tekint rá a hosszú eltávolodás miatt. A halottasházban megkapja az apja ingóságait, köztük egy mobiltelefont. Miután bekapcsolja, azonnal hívást kap egy ügyvédtől, aki az apja tulajdonát kezeli, hogy egy találkozót beszéljen meg vele.

## A film készítése

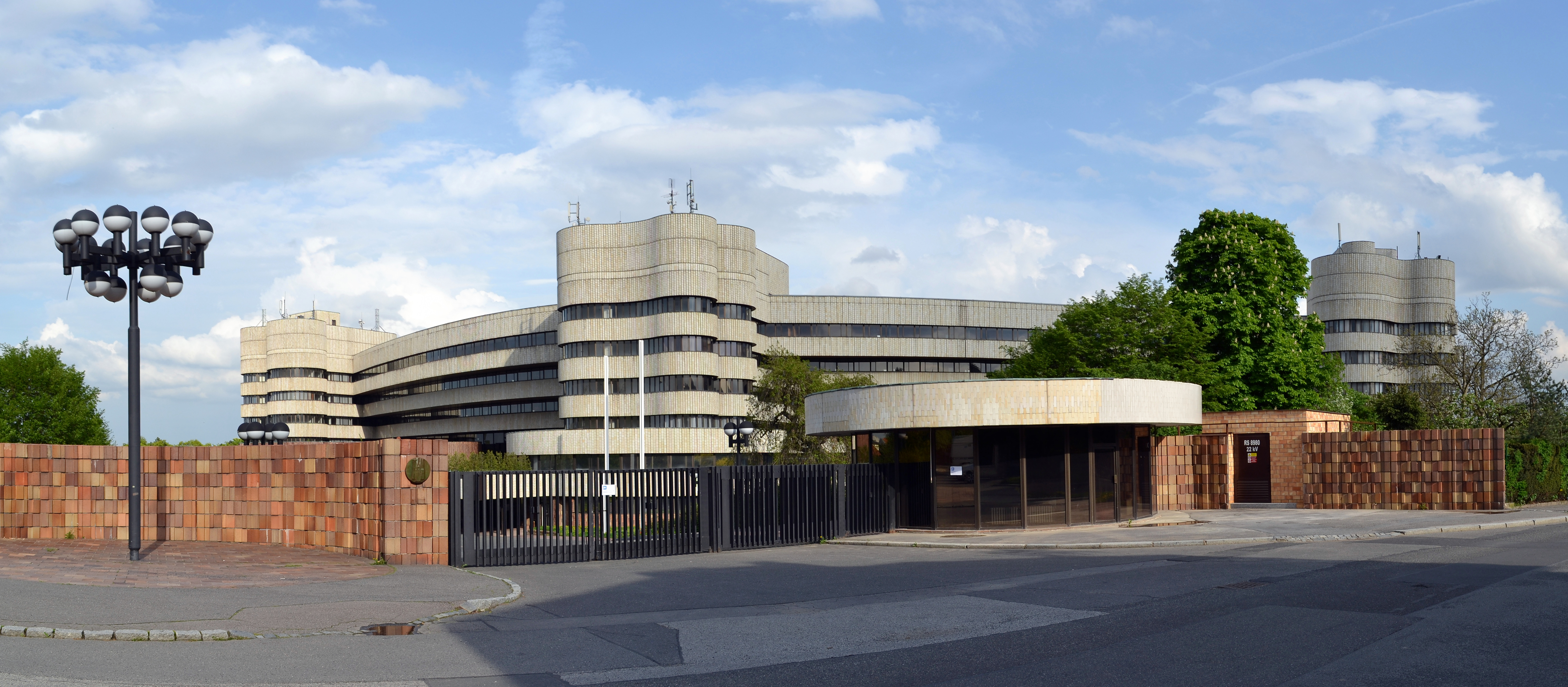
A film egyik helyszíne, a Hotel Praha

A prágai Hotel Praha volt a forgatás egyik helyszíne, aminek neve is megjelenik a filmben.

## Szereplők
| Karakter    | Színész          | Magyar hang    | Megjegyzés           |
| ----------- | ---------------- | -------------- | -------------------- |
| Christoffer | Mads Mikkelsen   | Kaszás Gergő   | főszereplő           |
| Maja        | Stine Stengade   | Bertalan Ágnes | Christoffer felesége |
| Ügyvéd      | Borivoj Navrátil | nincs          |                      |
| Alena       | Jana Plodková    | nincs          |                      |
| Doktor      | Josef Vajnar     | nincs          |                      |

## Díjak és jelölések
| Év   | Filmfesztivál                      | Díj                    | Jelölt                                  | Eredmény |
| ---- | ---------------------------------- | ---------------------- | --------------------------------------- | -------- |
| 2006 | Marrákesi Nemzetközi Filmfesztivál | Arany csillag          | Ole Christian Madsen                    | Jelölés  |
| 2007 | Bodil-díj                          | Legjobb operatőr       | Jørgen Johansson                        | Elnyerte |
| 2007 | Bodil-díj                          | Legjobb film           | Ole Christian Madsen                    | Jelölés  |
| 2007 | Bodil-díj                          | Legjobb színésznő      | Stine Stengade                          | Jelölés  |
| 2007 | Bodil-díj                          | Legjobb színész        | Mads Mikkelsen                          | Jelölés  |
| 2007 | Robert-díj                         | Legjobb operatőr       | Jørgen Johansson                        | Elnyerte |
| 2007 | Robert-díj                         | Legjobb hang           | Hans Møller                             | Elnyerte |
| 2007 | Robert-díj                         | Legjobb film           | Ole Christian Madsen Morten Kaufmann    | Jelölés  |
| 2007 | Robert-díj                         | Legjobb rendező        | Ole Christian Madsen                    | Jelölés  |
| 2007 | Robert-díj                         | Legjobb színész        | Mads Mikkelsen                          | Jelölés  |
| 2007 | Robert-díj                         | Legjobb díszlettervező | Jette Lehmann                           | Jelölés  |
| 2007 | Robert-díj                         | Legjobb jelmeztervező  | Margrethe Rasmussen Marketa Prochazkova | Jelölés  |
| 2007 | Robert-díj                         | Legjobb vágó           | Søren B. Ebbe                           | Jelölés  |
| 2007 | Zulu Awards                        | Legjobb színész        | Mads Mikkelsen                          | Elnyerte |